# Prix Jean-Lebrun
Le prix Jean-Lebrun est un prix scientifique de l'Académie royale des sciences, des lettres et des beaux-arts de Belgique.

## Historique
Le prix Jean-Lebrun, d'un montant de 80 000 francs à sa création en 1988, est décerné tous les trois ans par un jury organisé par la fondation Jean-Lebrun, créée, le 7 juin 1986 par la « Classe des Sciences », en hommage à la mémoire de Jean Lebrun. Elle résulte d'un don initial fait par la famille Lebrun à l'Académie royale des sciences, des lettres et des beaux-arts de Belgique et de fonds provenant d'une souscription publique.
Ce prix récompense des travaux effectués dans les domaines de l'écologie et de la biogéographie pendant les trois années précédant la date de clôture de chaque concours.

## Lauréats
- 1988 : Professeur Jacques de Sloover[3].
- 1991 (période triennale 1988-1990) : Dr. Emmanuel Sérusiaux pour ses travaux sur la biogéographie et l'écologie des lichens[4]
- 1994 (période triennale 1991-1993) : Dr. Roland Libois pour ses travaux sur la biogéographie des mammifères européens[5]
- 1997 (période triennale 1994-1996) : partagé entre le Dr. Marc Dufrene et le Dr. Pierre Rasmont pour leurs travaux sur la biogéographie causale[6].
- 2000 (période triennale 1997-1999) : Dr. Anne-Laure Jacquemart pour ses travaux sur la reproduction de populations végétales[7].
- 2003 (période triennale 2000-2002) : Dr. Henri André pour ses travaux sur l'écologie des acariens du sol[8].
- 2006 (période triennale 2003-2005) : Dr. Baguette pour ses travaux sur l'étude des populations fragmentées et des métapopulations dans l'optique de la biologie de la conservation[9].
- 2009 (période triennale 2006-2008)
- 2012 (période triennale 2009-2011)
- 2015 (période triennale 2012-2014)
- 2018 (période triennale 2015-2017) : Dr. Julie Morin-Rivat pour ses travaux sur l'écologie des forêts de l'Afrique centrale
- 2021 (période triennale 2018-2020) : partagé entre le Dr. Nicolas Sturaro et le Dr. Loïc Michel pour leurs travaux sur l’étude des réseaux trophiques[10].
- 2024 (période triennale 2021-2023) : Dr. Xavier Raick pour ses travaux sur l'écologie et la bioacoustique des poissons

## Pour approfondir